# Cryptographic Message Syntax
Cryptograghic Message Syntax (CMS) — это стандарт IETF для защищенных крипто-сообщений. Он используется криптографическими системами и протоколами для цифровой подписи, хеширования, аутентификации, или шифрования различных форм цифровой информации.
CMS основан на синтаксисе PKCS #7, который в свою очередь основан на стандарте Privacy-Enhanced Mail. Стандарт CMS (2009) описан в RFC 5652.
Архитектура CMS построена на управлении ключами с помощью сертификатов, утвержденных сообществом PKIX.
CMS используется как криптографический элемент для многих стандартов, например S/MIME, PKCS #12, RFC 3161 (цифровая подпись временных меток).
OpenSSL является открытой библиотекой способной шифровать, расшифровывать, подписывать и проверять подпись, сжимать и разархивировать файлы с CMS.